# Клоково (Вяземский район)
Клоково — деревня в Вяземском районе Смоленской области России. Входит в состав Мещёрского сельского поселения. Население — 7 жителей (2007). 
Расположена в восточной части области в 15 км к северо-востоку от Вязьмы, в 9 км севернее автодороги М1 «Беларусь». В 2,5 км юго-восточнее деревни расположена железнодорожная станция Мещёрская на линии Москва — Минск. 

## История
В годы Великой Отечественной войны деревня была оккупирована гитлеровскими войсками в октябре 1941 года, освобождена в марте 1943 года.